# Monument à la République
Ne doit pas être confondu avec Monument de la République.
Le Monument à la République, dit aussi Statue de la République, est un ensemble statuaire monumental, œuvre de Léopold Morice. Inaugurée en 1883 sur la place de la République à Paris, en France, elle représente une allégorie de la République.

## Description du monument

### Généralités
Le monument s'élève au centre de la place de la République, exactement au point de rencontre des 3e, 10e et 11e arrondissements, à peu près dans le prolongement de la rue du Temple (au sud-ouest) et de la rue du Faubourg-du-Temple (au nord-est).
L'œuvre est constituée d'une allégorie de la République en bronze de 9,5 m de hauteur, érigée sur un piédestal en pierre de 15,5 m de haut et environ 13 m de diamètre au niveau du sol. Le piédestal comporte trois statues en pierre, allégories de La Liberté, de L'Égalité et de La Fraternité. Sous ces statues, tout autour du piédestal, un ensemble de douze haut-reliefs en bronze représente des dates marquantes de la République française. Une statue de lion en bronze, symbolisant Le Suffrage universel, est placée au pied de la statue, sur quelques marches.
Au niveau du sol, le monument est entouré d'un bassin cylindrique, d'environ 1 m de large, ajouté en 2013.

### Statue de la République

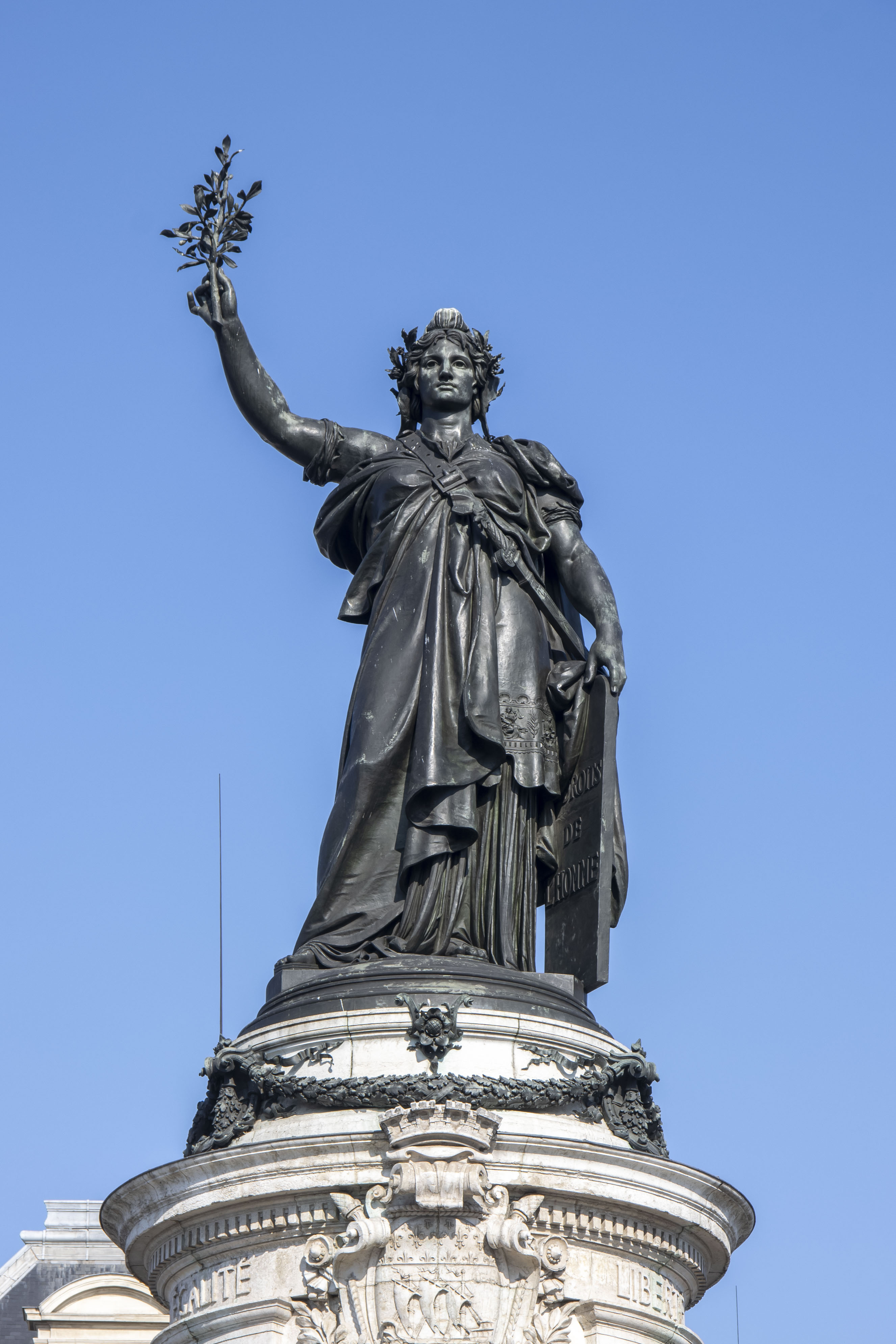
La statue de Marianne.

Le sommet du piédestal est occupé par une statue en bronze, haute de 9,5 m, symbolisant la République ou Marianne. Elle est représentée debout, vêtue d'une toge et ceinte d'un baudrier sur lequel est fixée une épée. Elle est coiffée à la fois du bonnet phrygien, symbole de liberté, et d'une couronne végétale.
Dans sa main droite, la statue porte un rameau d'olivier, symbole de paix. Sa main gauche repose sur une tablette portant l'inscription « Droits de l'Homme ».
L'intégralité des fontes en bronze furent réalisées par la fonderie d'art Thiébaut Frères,, en 1883. 

### Piédestal
Le piédestal sur lequel repose la République, en pierre, mesure 15,5 m de hauteur. Il est l'œuvre de l'architecte François-Charles Morice, le frère de Léopold, et est constitué de deux parties cylindriques distinctes : une partie inférieure, d'environ 4 m de haut et plus large, et une partie supérieure, plus étroite mais plus haute. Cette colonne, qui sert directement de piédestal à la République, est ornée sous les pieds de celle-ci, successivement, d'une guirlande de bronze qui en fait le tour, des armoiries de Paris et de l'inscription « À la gloire de la République Française - La ville de Paris - 1883 ».
La colonne sert de dossier à trois statues en pierre, chacune allégorie d'un terme de la devise Liberté, Égalité, Fraternité :
- La Liberté est assise à senestre de La République. Elle porte un flambeau dans la main gauche, tandis que sa main droite est posée sur son genou, tenant une chaîne brisée[5]. En arrière-plan, un chêne est sculpté en relief dans la colonne.
- L'Égalité, assise à dextre, tient dans sa main droite le drapeau de la République, dont la hampe est marquée des initiales « R.F. », et dans la gauche un niveau de charpentier, symbole d'égalité.
- La Fraternité est un groupe relié, orienté dos à la République. La Fraternité est représentée par une femme posant son regard bienveillant sur deux enfants en train de lire un livre, allégories de la Connaissance. Une gerbe de blé et un bouquet évoquent l'abondance.

Deux médaillons marqués « Labor » (le travail) et « Pax » (la paix), ornés de faisceaux de licteur, se trouvent respectivement entre La Liberté et La Fraternité, et entre La Fraternité et L'Égalité.

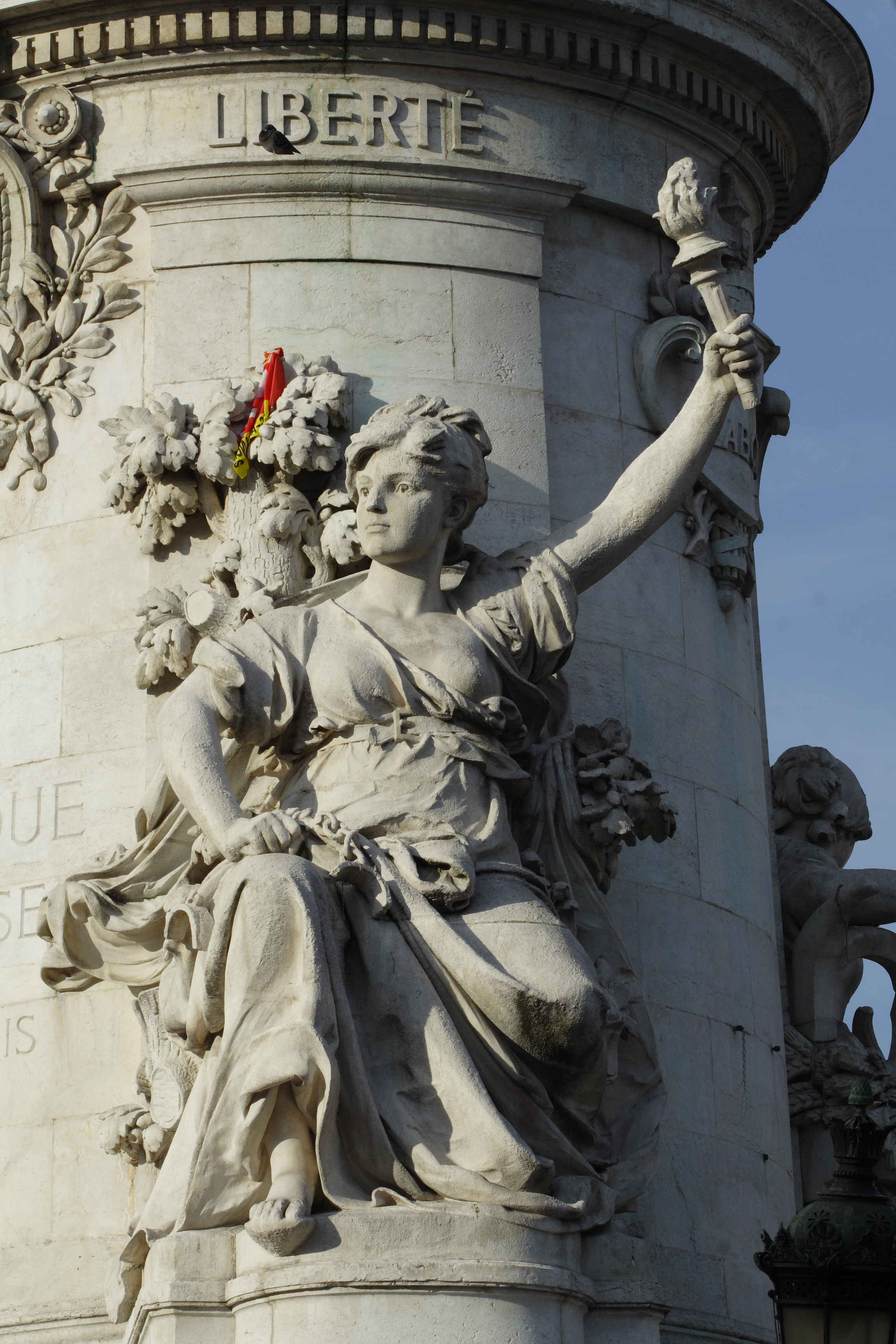
La Liberté
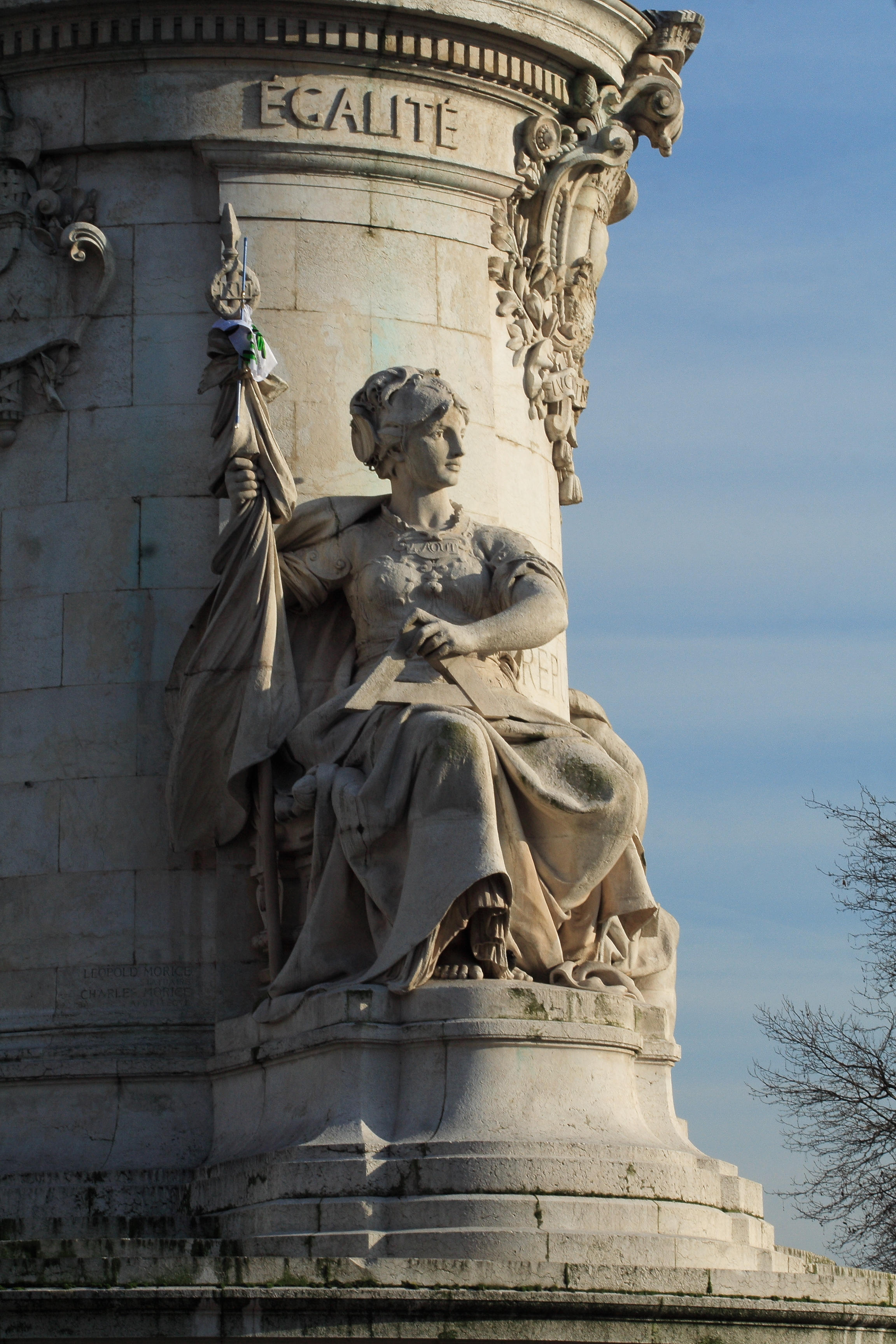
L'Égalité
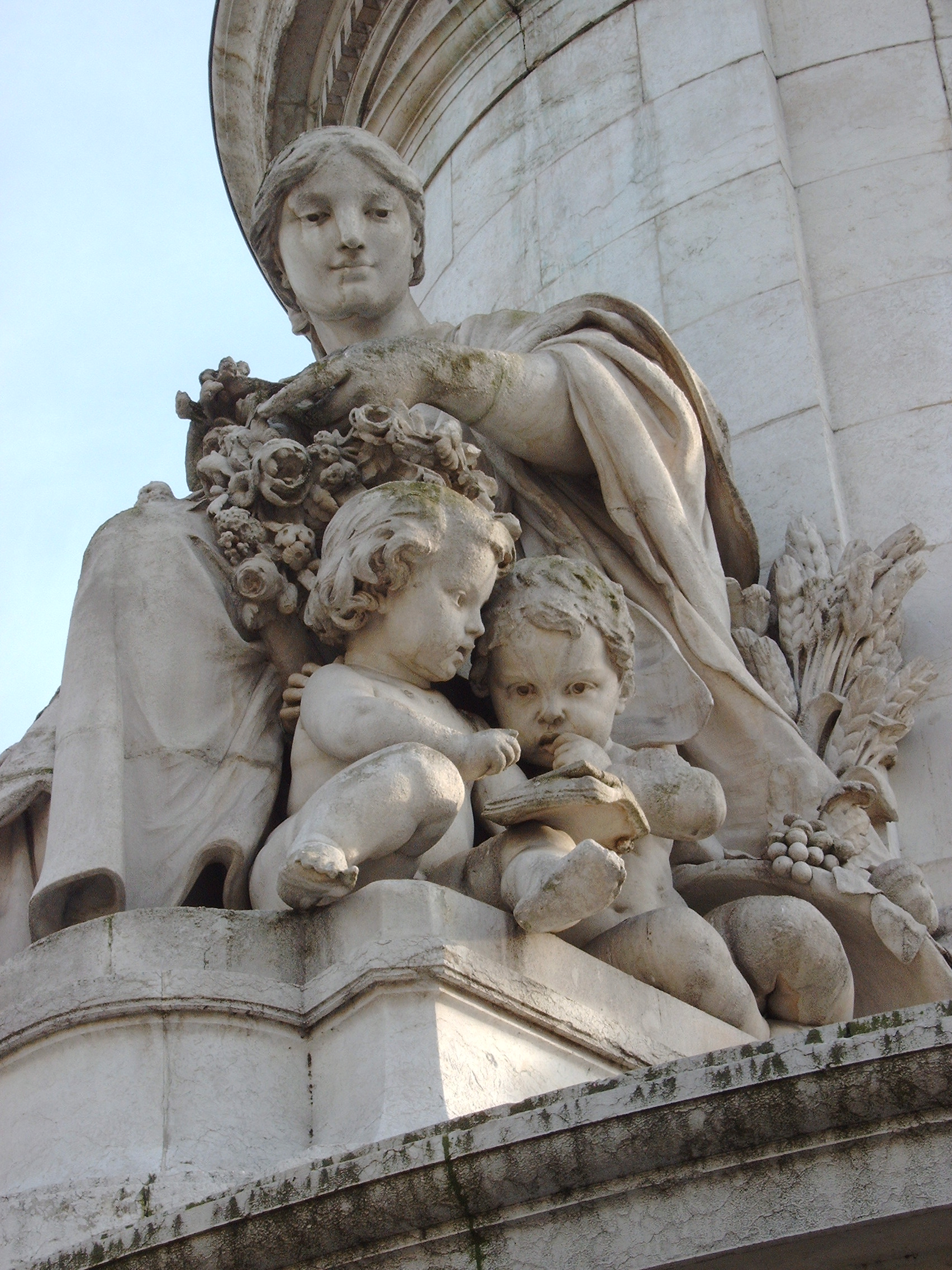
La Fraternité

### Hauts-reliefs
Le piédestal de pierre est ceint de douze hauts-reliefs en bronze, œuvres de Léopold Morice, reliés par des rosaces, disposés à la hauteur du regard des passants. Ils constituent une chronologie d'événements marquant l'histoire de la République française, entre 1789 et 1880 :
| Image | Date                            | Événement |
| ----- | ------------------------------- | --- |
|       | 20 juin 1789                    | Serment du Jeu de paume |
|       | 14 juillet 1789                 | Prise de la Bastille |
|       | 4 août 1789                     | Nuit du 4 août 1789 |
|       | 14 juillet 1790                 | Fête de la Fédération |
|       | 11 juillet 1792                 | Proclamation de « la Patrie en danger » |
|       | 20 septembre 1792               | Bataille de Valmy |
|       | 21 septembre 1792               | Proclamation de l'abolition de la royauté |
|       | 13 prairial an II 1er juin 1794 | Bataille du 13 prairial an II |
|       | 29 juillet 1830                 | Trois Glorieuses |
|       | 4 mars 1848                     | Adoption du suffrage universel masculin,. Le processus s'étale en fait sur les séances du 2 mars et du 4 mars, où le principe du suffrage universel est accepté, puis du 5 mars où le décret est adopté. L'œuvre est parfois supposée représenter l'abolition de l'esclavage, par confusion avec le décret du Gouvernement provisoire en date du 4 mars 1848 qui institua une « commission pour préparer, dans le plus bref délai, l'acte d'émancipation immédiate dans toutes les colonies de la République » et qui nomma Victor Schœlcher son président ; mais le décret qui institua réellement l'abolition de l'esclavage date du 27 avril 1848. |
|       | 4 septembre 1870                | Proclamation de la République |
|       | 14 juillet 1880                 | Première fête nationale |

### Lion

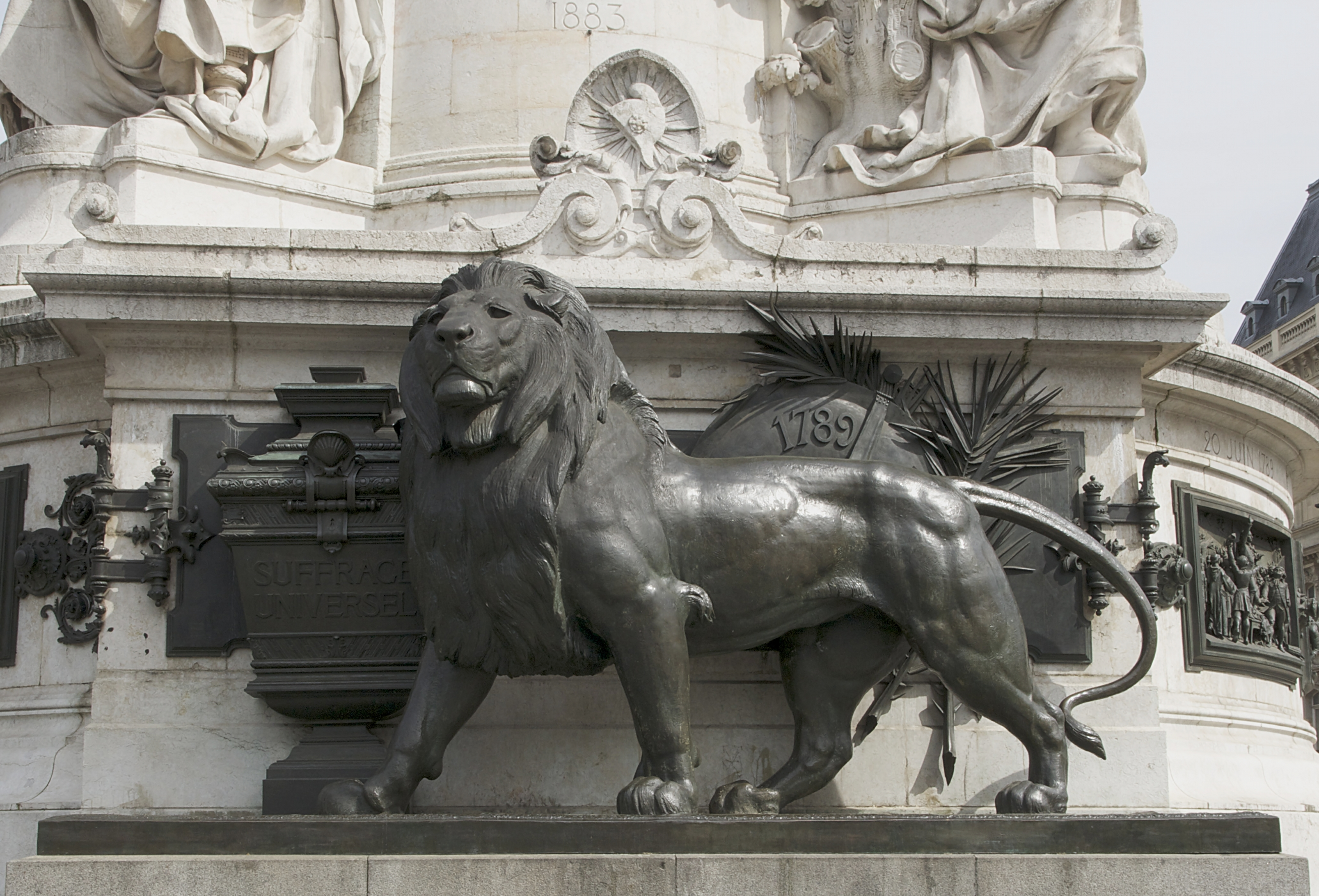
Le Lion.

Au niveau du sol, un lion en bronze de 3 m de hauteur ajoute sa force à celle du suffrage universel (entendu à l'époque comme uniquement masculin), représenté par une urne en bronze.

## Historique

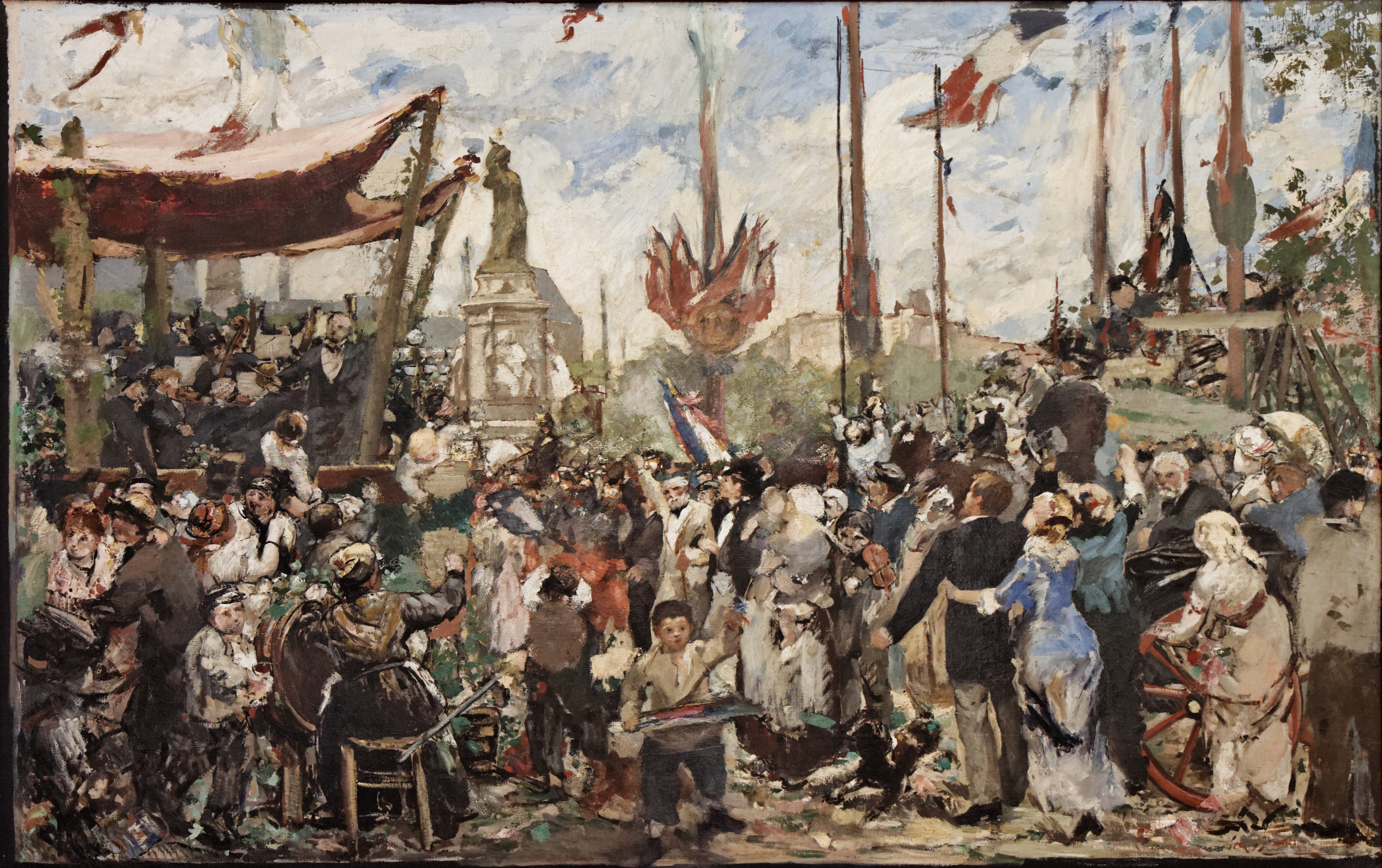
Alfred Roll, Le 14 juillet 1880, inauguration du Monument à la République (1882), Paris, Petit Palais.

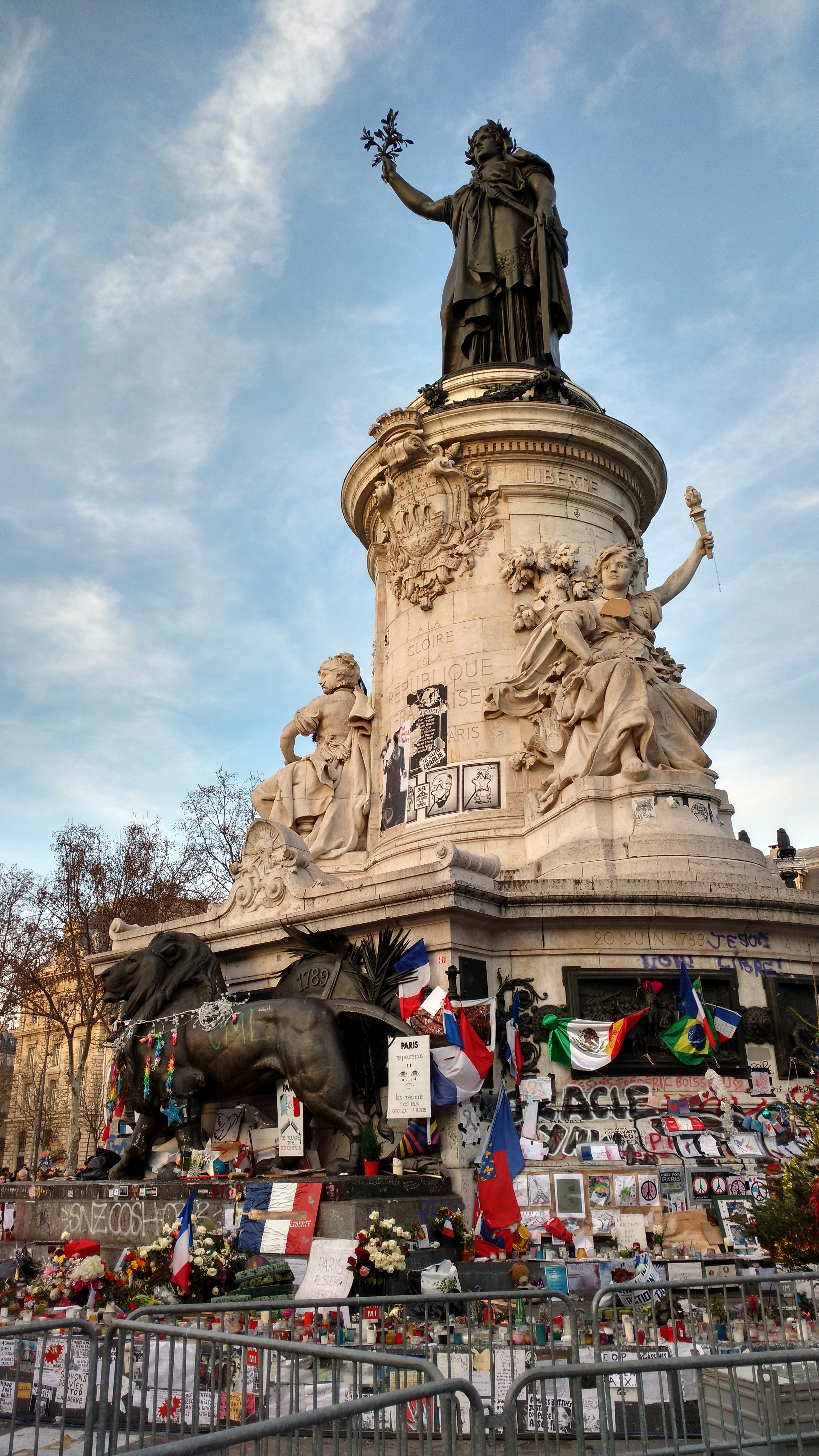
Mémorial improvisé sur le Monument à la République à la suite des attentats de janvier 2015.

Avant son ouverture, la place de la République correspond au bastion de la porte du Temple dans l'enceinte de Charles V. Elle prend sa forme actuelle au cours du XIXe siècle, particulièrement à la suite des travaux d'urbanisme d'Haussmann sous le Second Empire. En 1811, elle est ornée de la fontaine du Château d'eau, œuvre de Pierre-Simon Girard, et prend le nom de place du Château-d'Eau. Cette fontaine est déplacée à La Villette en 1875 (sur l'actuelle place de la Fontaine-aux-Lions) et remplacée par une deuxième fontaine du Château d'eau, plus grande et réalisée par Gabriel Davioud.
La Troisième République est proclamée en 1870, succédant au Second Empire.
En 1878, le conseil municipal de Paris, à majorité radicale, propose l'érection d'un monument à la République dans l'est parisien ; la commande est effectuée en 1879. Quelques années après la Commune, l'administration de Paris est essentiellement du ressort du préfet de la Seine, nommé par le gouvernement français ; le conseil de Paris tente de marquer son indépendance en demandant une République munie d'un bonnet phrygien, malgré l'interdiction officielle d'une telle représentation. Le concours est remporté par les frères Morice, Léopold pour la statuaire et Charles pour le socle. Le projet de Jules Dalou, arrivé second, est néanmoins commandé par la ville de Paris pour la réalisation d'un monument érigé sur l'actuelle place de la Nation, Le Triomphe de la République, inauguré en 1899 et fondue par la fonderie d'art Thiébaut Frères,.
La nouvelle statue remplace la fontaine du Château d'eau, réinstallée place Félix-Éboué. Le 14 juillet 1880, un modèle en plâtre du monument est inauguré sur la place. Un tableau d'Alfred Roll, achevé en 1882, commémore cette inauguration. Le monument définitif en bronze, également fondue par la fonderie Thiébaut Frères, est inauguré trois ans plus tard, le 14 juillet 1883,.
En 1889, six ans après l'inauguration, la place est renommée place de la République. La statue est alors entourée par quatre grands porte-oriflammes de 25 m de haut au socle en bronze. Ceux-ci sont retirés en 1988 car ils risquaient de s'effondrer en cas de fortes tempêtes.
Le 10 mai 1891, Pierre Martinet, fondateur de l'anarchisme individualiste, organise un rassemblement en hommage aux victimes du massacre de Fourmies, un événement arrivé le même jour que l'affaire de Clichy, neuf jours plus tôt. Lors de ce rassemblement, les anarchistes vont poser des gerbes de fleurs autour du monument. 
La rénovation de la place, en 2013, entoure le socle du monument d'un bassin cylindrique.
À la suite des attentats de janvier et novembre 2015 à Paris, le monument fait office de mémorial où divers objets sont disposés. Recouvert de graffitis pendant Nuit debout et les manifestations contre la loi Travail, il est vidé et nettoyé en août 2016.
Le 28 janvier 2021, l'intégralité du monument est inscrit aux titres des monuments historiques.